# Raïssa Kelly
Karen Chaussard, nota anche con lo pseudonimo di Kelly (Blois, 1976), è una cantante francese, divenuta famosa in Marocco negli anni 1990 per le sue esibizioni di musica berbera.

## Biografia
Nasce nel 1976 a Blois, da famiglia di origini francesi e portoghesi. Nel 1988, all'età di dodici anni, Karen visita Casablanca insieme alla famiglia, dove si confronta con la cultura locale.
Nel 1991, viene invitata ad esibirsi al Teatro Mohammed V di Rabat. Il successo dell'esibizione porta Ahmed Boutaleb ad insegnarle le basi della lingua berbera. Karen firma il suo primo contratto con la casa di produzione Warda Vision, adottando il titolo di raïssa. Pubblica numerosi album collaborando con vari artisti berberi del Sous, in particolare con Hassan Arsmouk, Hassan Aglawo e altri ancora. Dopo la morte di Hassan Aglawo nel 2000, suo principale collaboratore, Kelly pubblica i suoi ultimi album nel 2002 per poi scomparire dalla scena artistica.

## Discografia parziale

### Album
- 1996 – Sidi a Moulana[10]
- 2000 – Ihouaouine[11]
- 2001 – Kchmaghdy Lmdrassa[12]
- 2002 – Tandamt[8]
- 2002 – Timizar[13]